# خلیج کیل

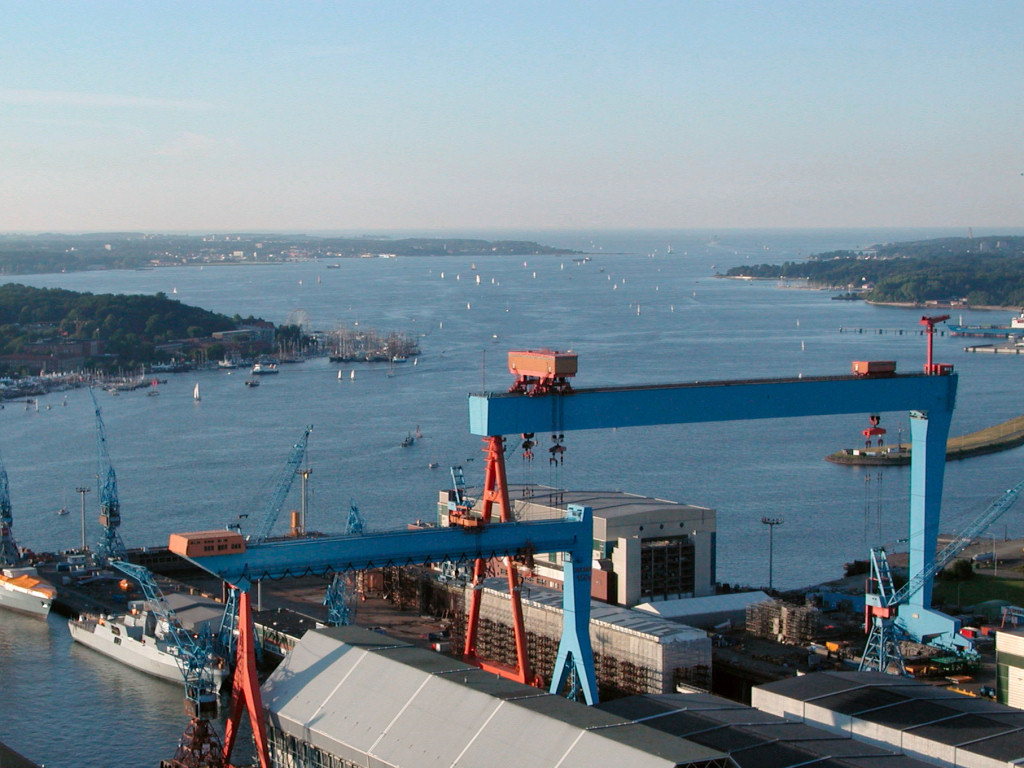
Kiel Fjord, Bay and shipyard crane

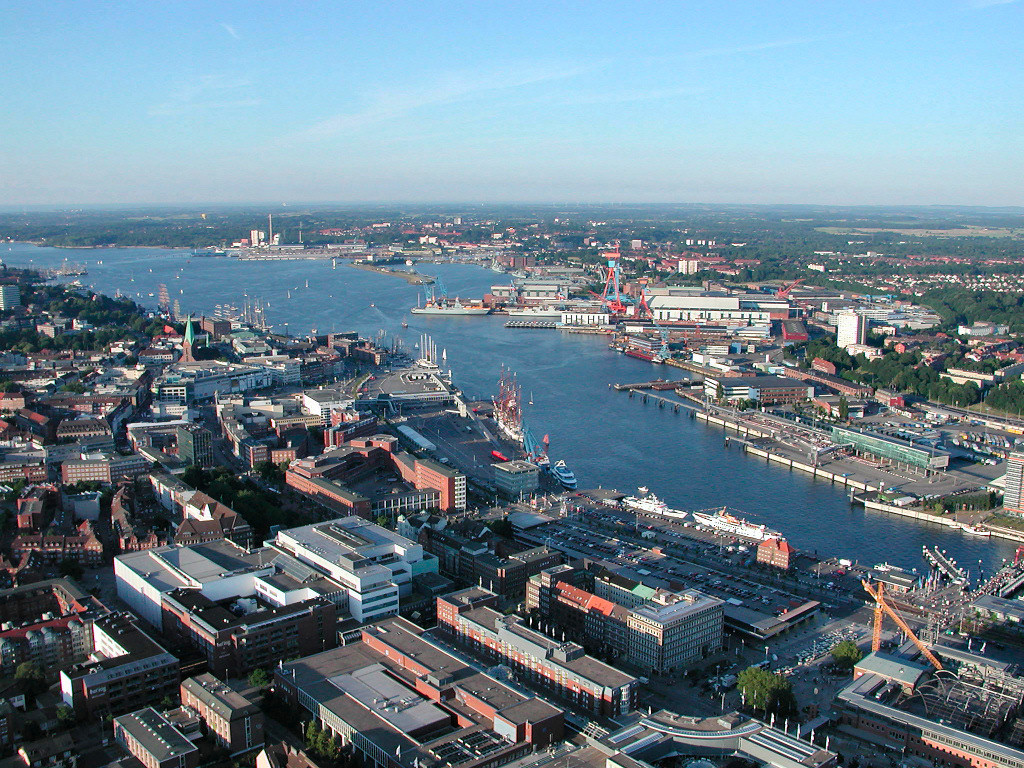
کیل

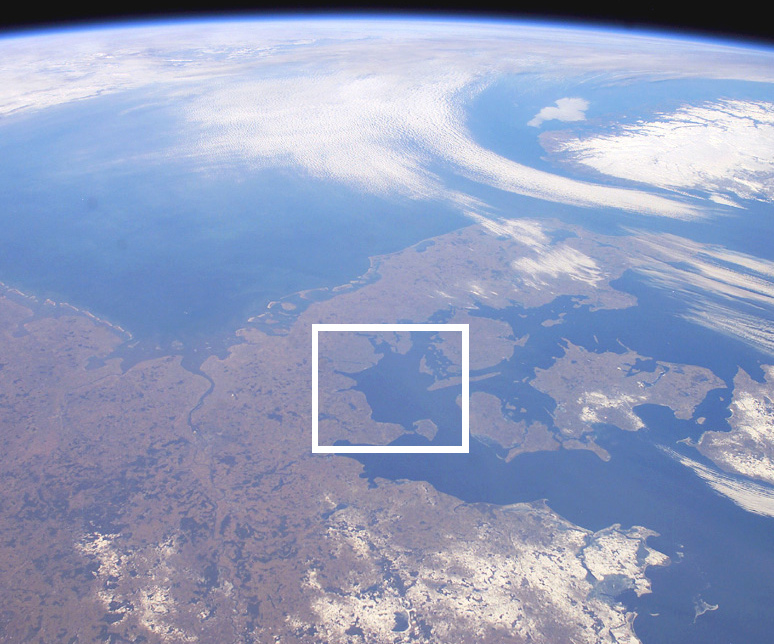
Satellite photo highlighting the Bay of Kiel. Germany is in the lower left half and Denmark در مرکز

خلیج کیل (آلمانی: Kieler Bucht, ; دانمارکی: Kiel Bugt) در جنوب غرب دریای بالتیک و ساحل ایالت شلسویگ-هولشتاین آلمان و جزایر دانمارک واقع شده است. نام این خلیج به خاطر وجود بندر بزرگی در این ایالت به نام کیل است.